# Амару (поэт)
Амару — индийский писатель

 и поэт VIII века, писал стихи на санскрите, один из основателей поэтической миниатюры.
Подавляющее большинство исследователей считают родиной Амару Кашмир. Вместе с тем существует гипотеза, что Амару это один из псевдонимов философа Шанкары.
Все стихи Амару вошли в сборник «Сто строф Амару» («Амару шатака»), содержащий литературные миниатюры, посвященные любимой. В них Амару эмоционально и выразительно описывает бесконечные изменения настроений влюбленных. Лирика этого поэта отличается изяществом стиля и языка. Согласно Литературной энциклопедии, «изящество формы и тонкость психологического рисунка в лирике А. характерны для изысканной обстановки придворного быта». Некоторые критики рассматривают это произведение, как религиозно-философское иносказание.
Творчество Амару оказало заметное влияние на развитие индийской лирической поэзии. Большинство его стихотворений были переведены на европейские языки. В России полное собрание сочинений Амару впервые было опубликовано в «Indianische Sprüche» О. Н. Бётлингка (Санкт-Петербург, 1863, 2-е издание, 1870).